# Sound recording copyright
Znak sound recording copyright lub znak phonogram, oznaczany przez abrewiaturę ℗ (litera P w okręgu) – symbol używany jako oznaczenie praw autorskich do nagrań muzycznych.

## Zapis cyfrowy
Poprawny typograficznie znak jest dostępny jako Unicode U+2117.
| Znak | Unicode | Kod HTML | Nazwa unikodowa                | Nazwa polska                               |
| ---- | ------- | -------- | ------------------------------ | ------------------------------------------ |
| ℗    | U+2117  | &#8471;  | SOUND RECORDING COPYRIGHT SIGN | znak praw autorskich dla nagrań muzycznych |

W kodowaniu Unicode znajdują się ponadto inne podobne znaki:
| Znak | Unicode | Kod HTML | Nazwa unikodowa                | Nazwa polska           |
| ---- | ------- | -------- | ------------------------------ | ---------------------- |
| ⓟ    | U+24D2  | &#9439;  | CIRCLED LATIN SMALL LETTER P   | mała litera P w okręgu |
| Ⓟ    | U+24B8  | &#9413;  | CIRCLED LATIN CAPITAL LETTER P | duża litera P w okręgu |